# Balto
Balto (ca. 1919 – 14. marts 1933) var en Siberian Husky-slædehund, der ledte sit hundeforspand det sidste stykke i det såkaldte Serumløbet til Nome i 1925, hvor der blev transporteret difterimodgift med tog fra Anchorage til Nenana i Alaska og derefter med hundeslæde fra Nenana til Nome i Alaska, hvor en sygdom havde bredt sig og byens yngste var ved at dø.
Der er senere blevet opført en statue til minde om Balto i Central Park, New York, og DreamWorks har lavet hele tre tegnefilm om denne fantastiske hund.
Balto fik sit navn efter den Sámi opdagelsesrejsende Samuel Balto.